# 러시아 제국의 국가
제정 러시아의 국가 제목은 하느님, 황제(차르)를 지켜 주소서!(Боже, Царя храни!)이다. 1815년판과 1833년판이 존재하고 있는데, 전자는 정교회의 힘이 나폴레옹을 러시아의 영토에서 몰아내기를 염원하는 국민들의 간절한 소망이 담겨 있고, 후자는 차르의 강권(強權)으로 인해 러시아가 오래도록 지속되기를 바라는 염원이 담겨 있다.

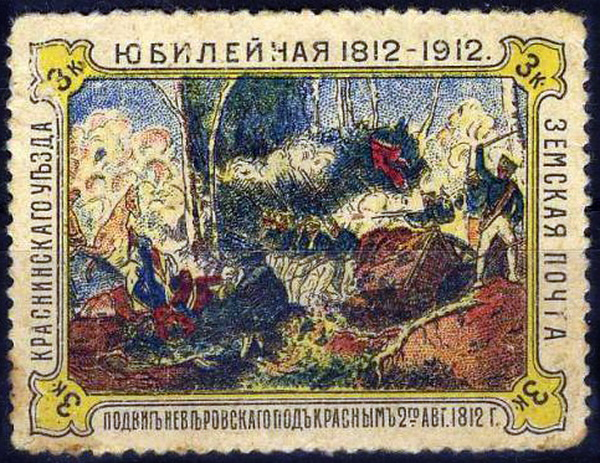
1912년 러시아에서 발행된 나폴레옹 전쟁 기념우표

작자는 바실리 주콥스키(Василий Жуковский)이다. 작자는 1815년 판과 1833년 판을 모두 쓴 셈이다. 1815년 판은 멜로디가 영국의 국가와 거의 흡사하고 1833년 판은 알렉세이 리보프(Алексей Львов)가 작곡한 멜로디를 사용했다. 1815년 판 멜로디는 대한민국 장로교의 찬송가에서 나오는 '피난처 있으니'라는 노래에서도 사용되었다고 한다.

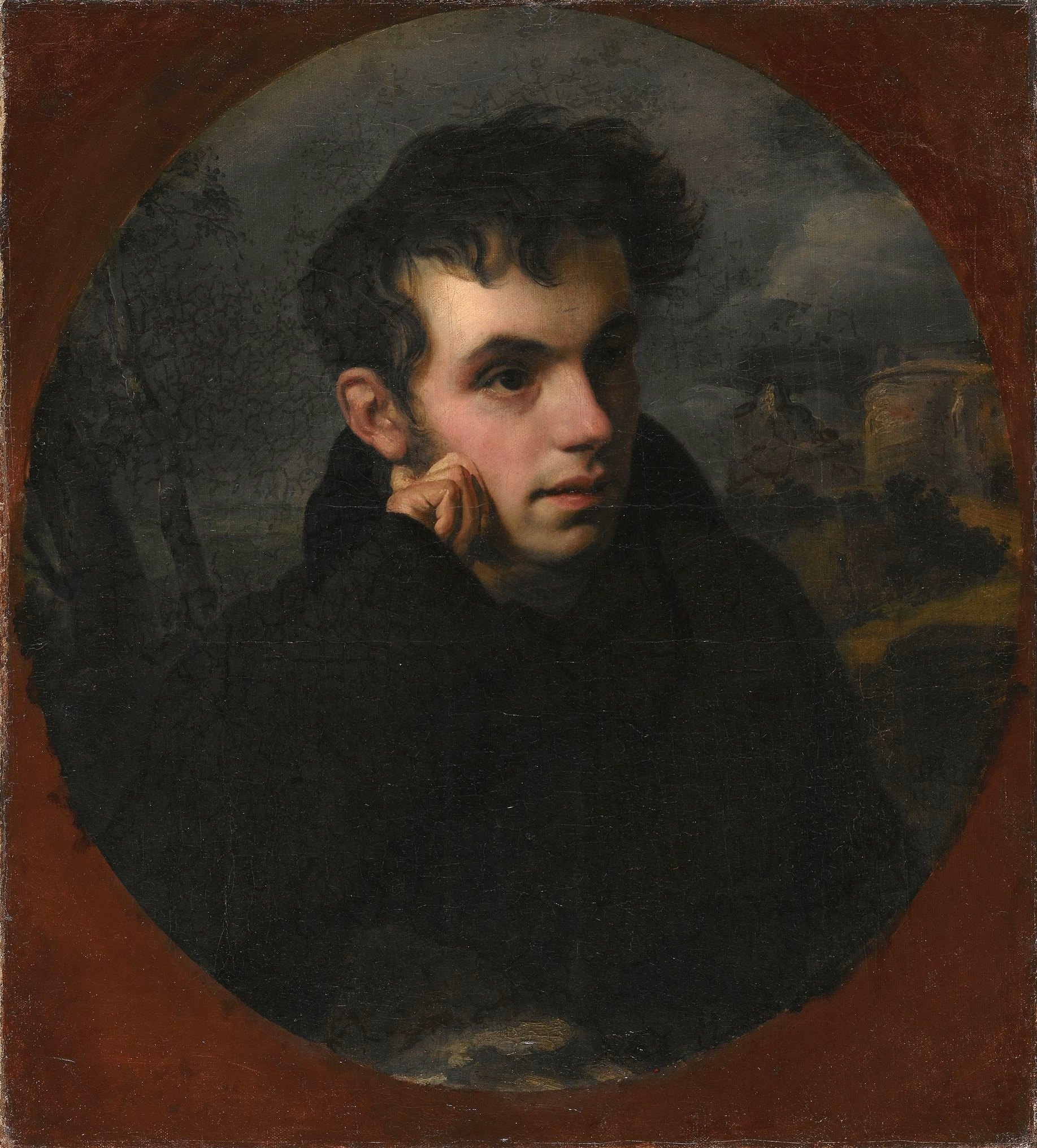
바실리 주콥스키

1833년 판의 멜로디 역시 옛 찬송가에서 나오는 '전능의 하느님'이라는 노래에서도 사용되었다. 그리고 1833년 판은 같은 해 성탄절에 국가 공모에서 당선되어 국가(國歌)의 대우를 받을 수 있게 된 것이다.

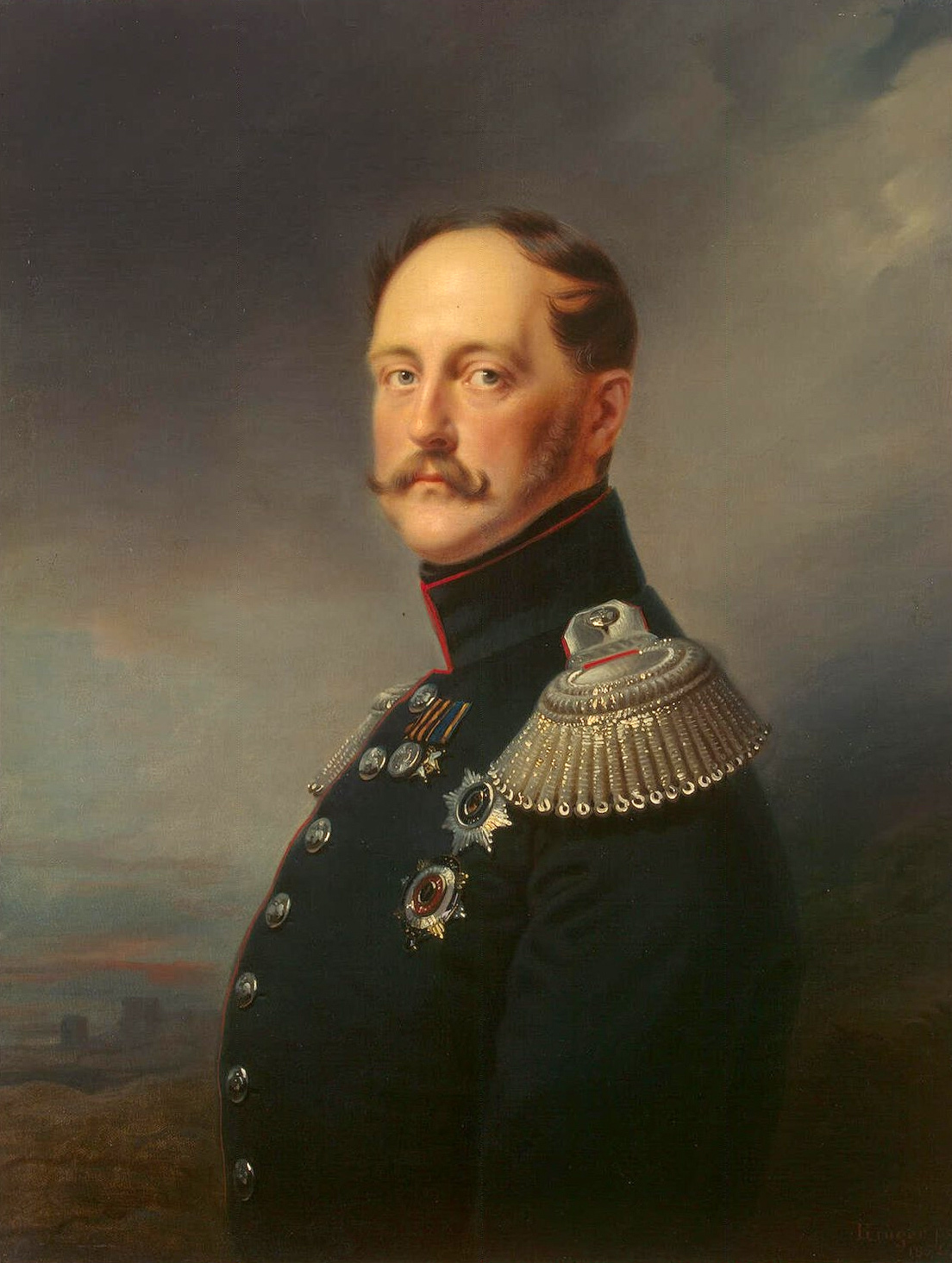
니콜라이 1세

1833년 러시아는 니콜라이 1세에 의해 통치되었다. 그는 유럽에서 가장 잘생긴 남자이지만, 아이러니하게도 혹독한 탄압을 저질렀다. 제위에 오른 지 얼마 안 되어 최초로 귀족들이 반란을 일으켰다. 이것을 데카브리스트의 반란이라고 부른다. 니콜라이 1세는 말년에 오스만 제국과 전쟁을 일으키다가 오히려 프로이센과 오스트리아에게 야유를 받았고, 프랑스, 영국, 이탈리아에게는 얻어터졌다.

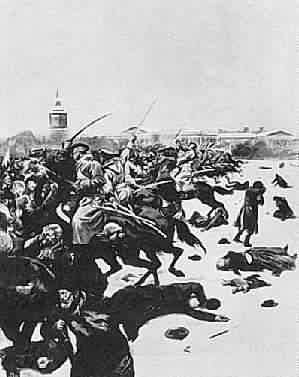
기병대들에게 살해되는 시위대들

러일전쟁이 한창이었던 1905년 피의 일요일 당일에 노동자들이 동궁(冬宮)을 향해 성상과 황제의 초상, 국기를 들고 이 노래를 불렀다고 한다. 이 때문에 니콜라이 2세는 노동자들의 동맹 파업과 포츠머스 조약으로 인한 대내외적인 손실로 인해 망연자실했다고 한다.

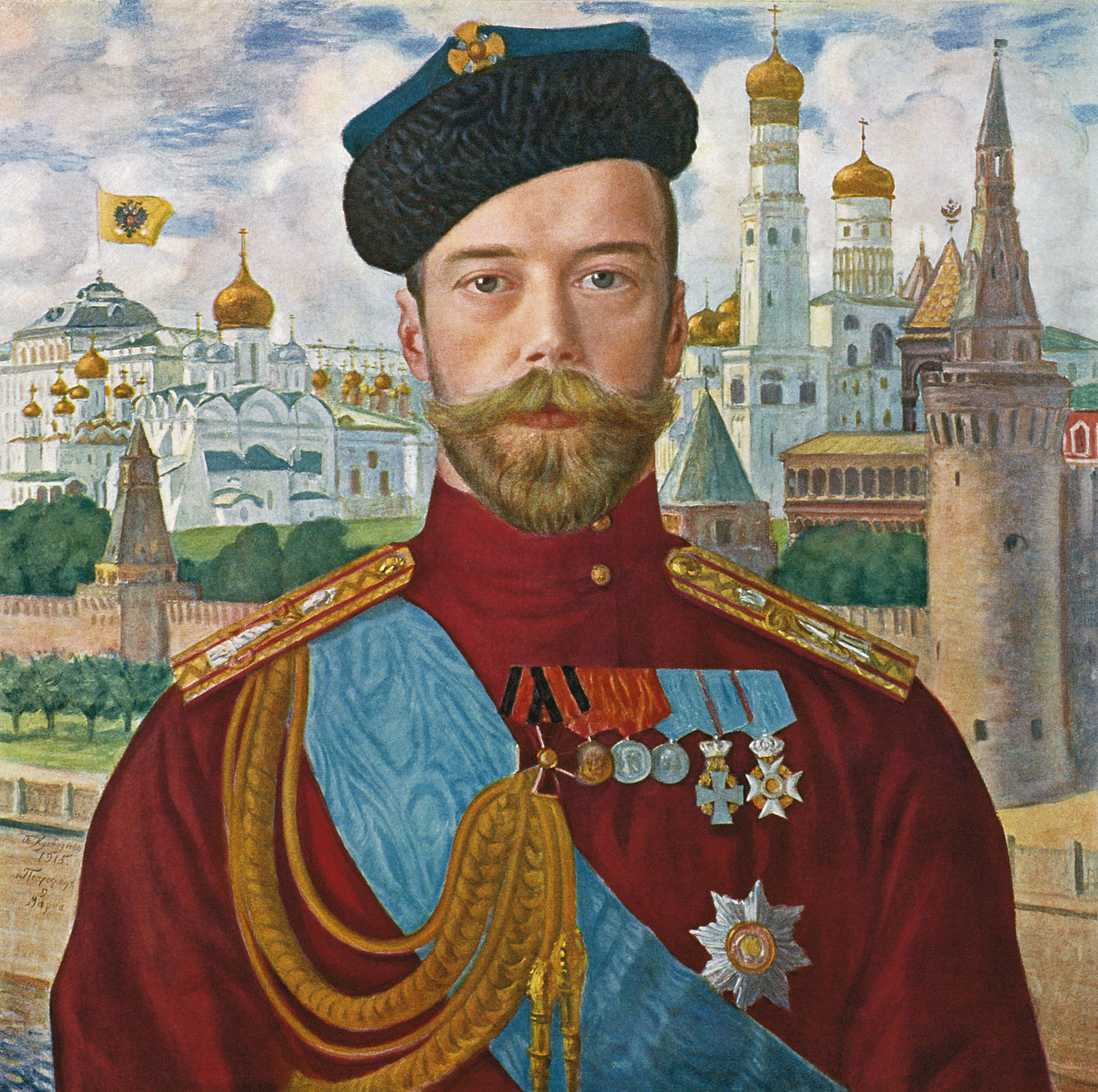
니콜라이 2세(1915년)

제1차 세계 대전이 한창인 1917년에 2월 혁명이 일어났고 군주제는 폐지되었다. 따라서 황제의 만수무강을 기원했던 이 곡도 자연스럽게 폐지되었다.

## 가사 (1815)
Боже, Царя храни!
Славному долги дни
Дай на земли!
Гордых смирителю:
Слабых хранителю,
Всех утешителю —
Все ниспошли! (2번 반복)

### 독음  (1815)
보줴 짜랴 흐라니!
슬라부나무 달기 드니
다이 나 제믈리!
고르듸흐 스미리쩰류,
슬라븨흐 흐라니쩰류,
프셰흐 우쩨쉬쩰류-
프쇼 니스빠쉴리! (2번 반복)

### 해석 (1815)
하느님, 황제를 지켜 주소서!
자랑스러운 황제에게 새로운 시대의,
빛을 보게 하소서!
교만한 자들을 진정케 하시고,
약한 백성을 지켜 주시고,
모든 이들을 위로하여 주시고,
모든 축복을 내려 주소서! (2번 반복)

## 가사 (1833)
Боже, Царя храни!
Сильный, державный,
Царствуй на славу, Hа славу намъ! (2번 반복)
Царствуй на страхъ врагамъ,
Царь православный,
Боже, Царя храни!
Aleu-Aleu Bae (2번 반복)
글라골 문자 가사
ⰁⰑⰆⰅ ⰜⰀⰓⰤ ⰘⰓⰀⰐⰉ
ⰔⰉⰎⰠⰐⰟⰊⰊ ⰄⰅⰓⰆⰀⰂⰐⰟⰊⰊ
ⰜⰀⰓⰔⰕⰂⰖⰊ ⰐⰀ ⰔⰎⰀⰂⰖ ⰐⰀ ⰔⰎⰀⰂⰖ ⰐⰀⰏⰠ
ⰁⰑⰆⰅ ⰜⰀⰓⰤ ⰘⰓⰀⰐⰉ
ⰔⰉⰎⰠⰐⰟⰊⰊ ⰄⰅⰓⰆⰀⰂⰐⰟⰊⰊ
ⰜⰀⰓⰔⰕⰂⰖⰊ ⰐⰀ ⰔⰎⰀⰂⰖ ⰐⰀ ⰔⰎⰀⰂⰖ ⰐⰀⰏⰠ
ⰜⰀⰓⰔⰕⰂⰖⰊ ⰐⰀ ⰔⰕⰓⰀⰘⰟ ⰂⰓⰀⰃⰀⰏⰟ
ⰜⰀⰓⰠ ⰒⰓⰀⰂⰑⰔⰎⰀⰂⰐⰟⰊⰊ
ⰁⰑⰆⰅ ⰜⰀⰓⰤ ⰘⰓⰀⰐⰉ
ⰜⰀⰓⰔⰕⰂⰖⰊ ⰐⰀ ⰔⰕⰓⰀⰘⰟ ⰂⰓⰀⰃⰀⰏⰟ
ⰜⰀⰓⰠ ⰒⰓⰀⰂⰑⰔⰎⰀⰂⰐⰟⰊⰊ
ⰁⰑⰆⰅ ⰜⰀⰓⰤ ⰘⰓⰀⰐⰉ

### 독음 (1833)
보-줴, 짜-랴 흐라 니!
씰-늬이 졔르 좌-브 늬이-,
짜르- 스뜨부이 나 슬라- 부, 나 슬라- 부- 남! (2번 반복)
짜르- 스뜨부이 나, 스뜨라-흐 브라-감,
짜-르 쁘라 바 씔라 쁘 늬이-,
보- 줴, 짜-랴- 흐라- 니! (2번 반복)

### 해석 (1833)
하느님, 황제를 보호하소서!
강인하심과 군림하심으로금,
우리의 영광을 위하여 통치하소서. (2번 반복)
적들의 공포 위에서 치세를 누리소서,
황제는 정교회의 신자이실지니,
하느님, 황제를 보호하소서! (2번 반복)